# عملة دايم روزفلت
عملة عشرة سنتات روزفلت أو دايم روزفلت هي العملة الحالية في الولايات المتحدة أو العملة بقيمة عشرة سنتات. سكتها دار سك العملة الأمريكية بصفة مستمرة منذ عام 1946 وتعرض صورة الرئيس فرانكلين د. روزفلت على الوجه الأمامي وصُدّق عليها بعد وفاته في عام 1945.
كان روزفلت مصابًا بشلل الأطفال وكان أحد القوى المحركة لحركة مارش أوف دايمز. كما كان من الممكن أن تقوم دار سك العملة بتغيير العملة المعدنية من فئة العشرة سنتات دون الحاجة إلى إجراء من الكونجرس وتحرك المسؤولون بسرعة لاستبدال العملة المعدنية من فئة عشرة سنتات عطارد. ثم قام كبير النقاشين جون ر. سينوك بإعداد النماذج لكنه واجه انتقادات متكررة من لجنة الفنون الجميلة. وقد عدّل تصميمه استجابة لذلك ودخلت العملة المعدنية إلى التداول في يناير/كانون الثاني 1946.
منذ تقديمه سكوا العملة المعدنية من فئة عشرة سنتات من عملة روزفلت بصفة مستمرة وبأعداد كبيرة. وقد تحولت دار سك العملة من سك العملة المعدنية من الفضة إلى المعدن الأساسي في عام 1965 وظل التصميم دون تغيير بدرجة أساسية منذ أن أنشأه سينوك. ولا يوجد تاريخ نادر أو محتوى من الفضة لذا فإن هواة جمع العملات أقل طلبًا للعملة المعدنية من فئة العشرة سنتات مقارنة بالعملات المعدنية الأمريكية الحديثة الأخرى.

## البداية والإعداد
توفي الرئيس فرانكلين د. روزفلت في 12 أبريل 1945 بعد أن قاد الولايات المتحدة خلال معظم فترة الكساد الأعظم والحرب العالمية الثانية. وقد كان روزفلت يعاني من شلل الأطفال منذ عام 1921 وساعد في تأسيس ودعم منظمة مارش أوف دايمز بقوة لمحاربة هذا المرض المنهك لذا كانت القطعة النقدية من فئة العشرة سنتات طريقة واضحة لتكريم رئيس مشهور لقيادته للحرب. وفي 3 مايو قدم ممثل ولاية لويزيانا جيمس هوبسون موريسون مشروع قانون لعملة العشرة سنتات من عهد روزفلت. أما في 17 مايو فقد أعلن وزير الخزانة هنري مورجنثاو الابن أن عملة العشرة سنتات من عطارد (المعروفة أيضًا باسم عملة العشرة سنتات المجنحة للحرية) ستستبدل بعملة جديدة تصور روزفلت لتدخل التداول بحلول نهاية العام. وكانت حوالي 90 بالمائة من الرسائل التي تلقاها ستيوارت موشر محرر مجلة ذا نيومسمتست (مجلة الجمعية الأمريكية لعلم العملات) مؤيدة للتغيير لكنه لم يكن كذلك حيث جادل بأن تصميم ميركوري كان جميلاً وأن المساحة المحدودة على العملة المعدنية لن تنصف روزفلت، ودعا إلى إصدار دولار فضي تذكاري بدلاً من ذلك. ثم اعترض آخرون على أنه ومع مزاياه لم يكسب روزفلت مكانًا إلى جانب واشنطن وجيفرسون ولينكولن الرؤساء الوحيدين الذين كرموهم على العملة المتداولة حتى تاريخه. وبما أن تصميم ميركوري الذي صيغ لأول مرة في عام 1916 كان يُسك منذ 25 عامًا على الأقل، فقد كان من الممكن تغييره بموجب القانون من قبل مكتب سك العملة. ولم يتطلب الأمر أي إجراء من جانب الكونجرس مع إبلاغ اللجان في كل مجلس والتي لديها سلطة قضائية على العملة.
إن إنشاء التصميم الجديد مسؤولية كبير النقاشين جون ر. سينوك الذي كان في منصبه منذ عام 1925. وأنجز الكثير من العمل في تحضير العملة الجديدة بواسطة مساعد سينوك الذي أصبح لاحقًا كبير النقاشين جيلروي روبرتس. وفي أوائل أكتوبر 1945 قدم سينوك نماذج جصية إلى مساعد مدير دار سك العملة ف. ليلاند هوارد (الذي كان يعمل مديرًا آنذاك) والذي أرسلها إلى لجنة الفنون الجميلة. حيث تقوم هذه اللجنة بمراجعة تصميمات العملات المعدنية لأنها كُلِّفت بموجب أمر تنفيذي صادر عام 1921 من الرئيس وارن جي. هاردينج بتقديم آراء استشارية بشأن الأعمال الفنية العامة.

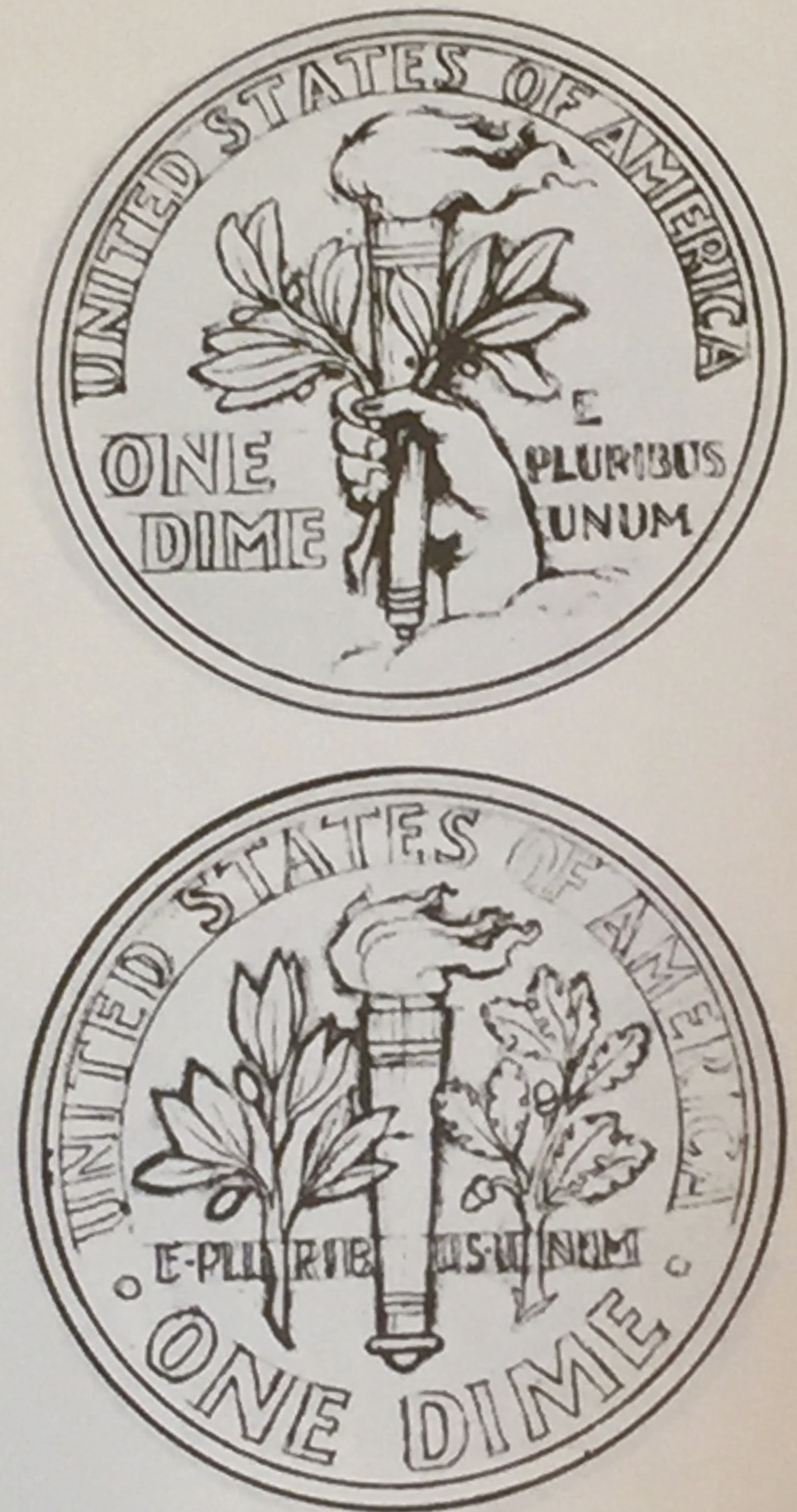
اثنتان من رسومات سينوك على ظهر العملة المعدنية ذات العشرة سنت

أظهرت النماذج التي قدمها سينوك في البداية تمثالًا نصفيًّا لروزفلت على الوجه الأمامي وعلى الوجه الخلفي يد تحمل شعلة وتمسك أيضًا بأغصان الزيتون والبلوط. كما أن سينوك أعد عدة رسومات أخرى للوجه الخلفي بما في ذلك واحدة تحيط بالشعلة مع مخطوطات مكتوب عليها الحريات الأربع. وأظهرت مسودات أخرى تصويرات لإلهة الحرية وواحدة منها احتفلت بمؤتمر الأمم المتحدة عام 1945 وعرضت دار الأوبرا التذكارية للحرب حيث انعقد المؤتمر. وقد وصف عالم العملات ديفيد لانج معظم التصاميم البديلة بأنها "ضعيفة". أرسل هوارد النماذج في 12 أكتوبر إلى جيلمور كلارك -رئيس اللجنة- الذي استشار أعضاءها ورد في الثاني والعشرين رافضًا إياها قائلًا: إن "رأس الرئيس الراحل روزفلت -كما صورته النماذج- ليس جيدًا. إنه يحتاج إلى مزيد من الكرامة". وقدّم سينوك تصميمًا بديلًا لظهر العملة مشابهًا للعملة النهائية مع حذف اليد ووضع الأغصان على جانبي الشعلة، وفضّل كلارك هذا التصميم.

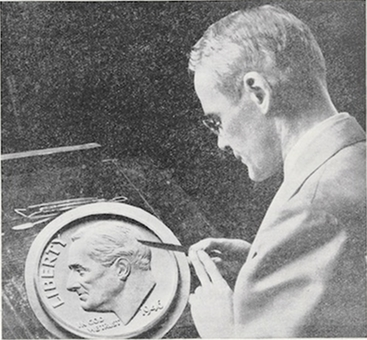
سينوك في العمل على نموذج الدايم

حضر سينوك مؤتمر في منزل لي لوري النحات العضو في اللجنة -بهدف حل الخلافات- وبعد ذلك قدم نموذجًا جديدًا للوجه الأمامي معالجًا المخاوف بشأن رأس روزفلت. ثم أرسلت مديرة دار سك العملة نيللي تايلو روس صور إلى اللجنة، والتي رفضتها واقترحت مسابقة بين خمسة فنانين بما في ذلك أدولف أ. وينمان (مصمم عملة العشرة سنتات ميركوري ونصف دولار "ووكنج ليبرتي") وجيمس إيرل فريزر (الذي نحت عملة النيكل "بافالو"). وقد رفض روس ذلك لأن دار سك العملة كانت تحت ضغط كبير لتجهيز العملات الجديدة لحملة مارش أوف دايمز في يناير 1946. وقد وجه نداء إلى وزير الخزانة الجديد فريد فينسون ولكنه هو الآخر لم تعجبه النماذج ورفضها قرب نهاية شهر ديسمبر/كانون الأول. ثم بدل سينوك مواقع التاريخ وكلمة الحرية مما يسمح بتكبير الرأس. ولقد أجرى تغييرات أخرى أيضًا وفقًا لمؤلف علم العملات دون تاكساي: "لم يكن روزفلت يبدو أفضل من هذا أبدًا!"
وافق لوري وفينسون على النماذج. وفي الثامن من يناير/كانون الثاني اتصلت روس باللجنة هاتفيًّا وأبلغتها بهذا الأمر. وبسبب مرض سينوك (حيث توفي عام 1947) وبدء حملة مارش أوف دايمز لم تنتظر روس عقد اجتماع كامل للجنة بل أعطت موافقتها على بدء الإنتاج. وقد تسبب هذا في بعض المشاعر السيئة بين دار سك العملة واللجنة ولكنها اعتقدت أنها قد أوفت بالتزاماتها بموجب الأمر التنفيذي.

## التصميم

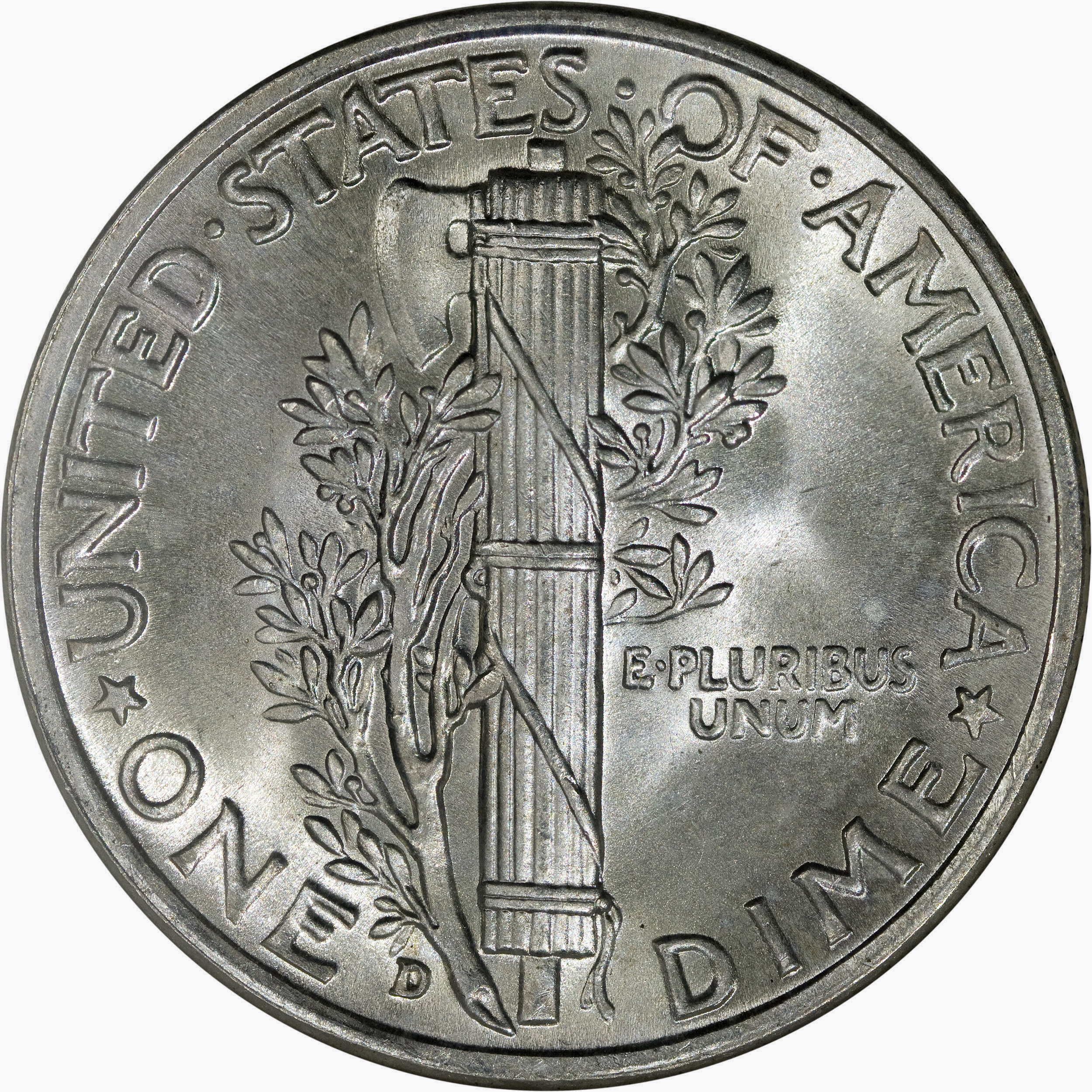
الوجه الخلفي لعملة العشرة سنتات من ميركوري مع حزمة من الأوراق النقدية ومثل عملة روزفلت غصن زيتون

يصور وجه العملة المعدنية ذات العشرة سنتات الرئيس روزفلت مع نقش "الحرية" و"نحن نثق في الله". وعثر على الأحرف الأولى من اسم سينوك "JS" عند قطع التمثال النصفي على يسار التاريخ. ويظهر على الوجه الآخر شعلة في الوسط تمثل الحرية محاطة بغصن زيتون يمثل السلام، وغصنًا من خشب البلوط يرمز إلى القوة والاستقلال. يمتد النقش E PLURIBUS UNUM (من بين العديد واحد) عبر الحقل. واسم الدولة وقيمة العملة المعدنية هما النقوش التي تحيط بالتصميم الخلفي والذي يرمز إلى النهاية المنتصرة للحرب العالمية الثانية.
اقترح عالم العملات مارك بينفينوتو أن صورة روزفلت على العملة المعدنية أكثر طبيعية من صور الرؤساء الآخرين وتشبه تلك الموجودة على ميدالية فنية. كما زعم والتر برين في مجلده الشامل عن العملات المعدنية الأمريكية: أن "التصميم الجديد كان ... لم يوجد أي تحسن على الإطلاق في عملة وينمان [عملة العشرة سنتات ميركوري] باستثناء إزالة الزخارف [على ظهرها] وجعل الغطاء النباتي أكثر وضوحًا لغصن الزيتون من أجل السلام." ووصف مؤرخ الفن كورنيليوس فيرمول عملة العشرة سنتات روزفلت بأنها "عملة نظيفة ومرضية وأنيقة بأسلوب متواضع وعملية تظهر في المنظر العام بملاحظات من العظمة".

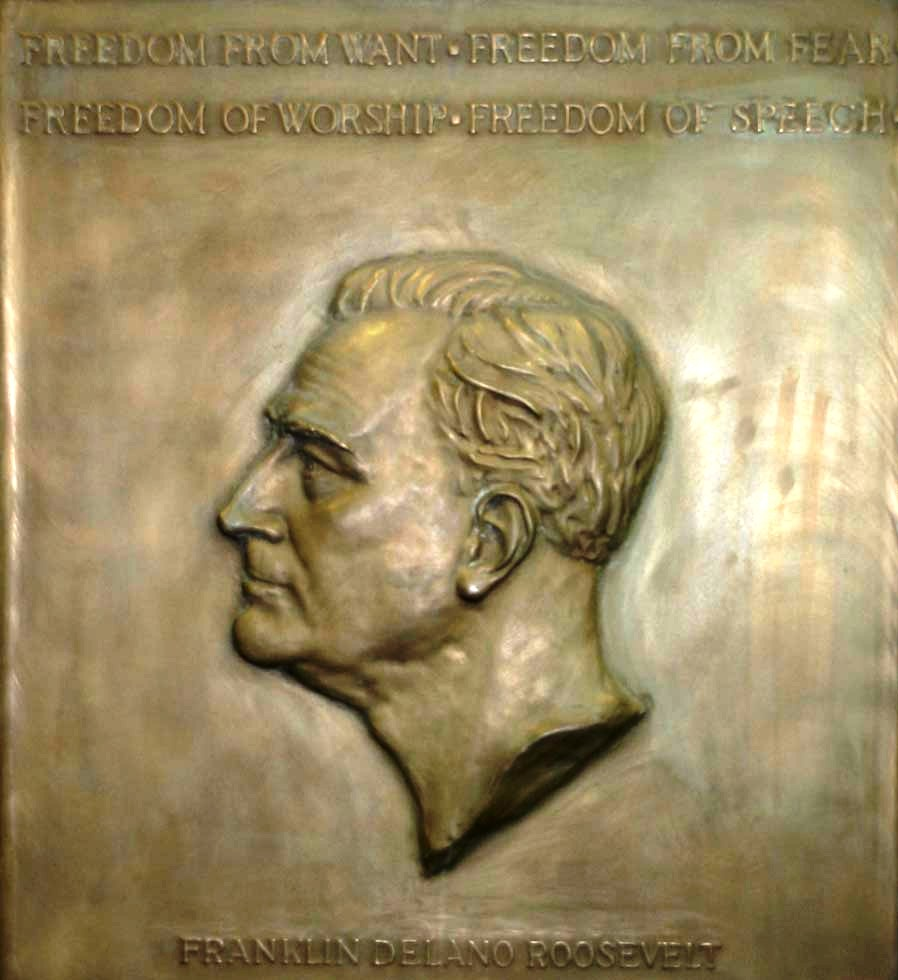
لوحة سلمى بيرك لروزفلت

وقد رأى البعض في وقت التصميم -منذ ذلك الحين- أوجه تشابه بين العملة المعدنية ذات العشرة سنتات ولوحة تصور روزفلت نحتتها النحاتة الأمريكية من أصل أفريقي سلمى بيرك والتي كشفت عنها في سبتمبر 1945 والتي توجد في مبنى مسجل الأفعال في واشنطن، وكانت بيرك من بين أولئك الذين زعموا أن سينوك استخدم عملها لإنشاء العملة المعدنية ذات العشرة سنتات. وقد دافعت عن هذا المنصب حتى وفاتها في عام 1994 وأقنعت عدداً من علماء العملات والسياسيين بما في ذلك ابن روزفلت جيمس. ويشير علماء العملات الذين يؤيدونها إلى حقيقة أن سينوك أخذ تصويره لجرس الحرية الذي يظهر على نصف دولار سيسكيسنتينيال لعام 1926 ونصف دولار فرانكلين (1948-1963) من مصمم آخر دون الإشارة إلى الفضل. ومع ذلك أشار روبرت ر. فان رايزين في كتابه عن ألغاز العملات الأمريكية إلى أن سينوك رسم روزفلت من الحياة في عام 1933 لأول ميدالية رئاسية له (صممها سينوك) وتشير الروايات من وقت إصدار العملة المعدنية ذات العشرة سنتات إلى أن سينوك استخدم تلك الصور -بالإضافة إلى صور الرئيس- لإعداد العملة المعدنية ذات العشرة سنتات. وفي نعي عام 1956 في صحيفة نيويورك تايمز يُنسب الفضل إلى مارسيل ستيرنبرجر في التقاط الصورة التي استخدمها سينوك للعشرة سنتات. وبحسب فان ريزين فإن مرور الوقت جعل من المستحيل التحقق من ادعاء بيرك أو إبطاله.

## الإنتاج

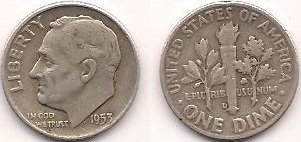
عملة روزفلت الفضية

سكت عملة العشرة سنتات روزفلت لأول مرة في 19 يناير 1946 في دار سك العملة في فيلادلفيا. كما طرحوها للتداول في 30 يناير وهو اليوم الذي يوافق عيد ميلاد الرئيس روزفلت الرابع والستين. وكان من المقرر أن يكون تاريخ الإصدار هو 5 فبراير. وقد قدم ليتزامن مع الذكرى السنوية. ومع ظهوره لأول مرة أصبح سينوك أول نقاش رئيسي يُنسب إليه تصميم عملة أمريكية متداولة جديدة منذ أن أصدرت العملات التي صممها تشارلز إي. باربر لأول مرة في عام 1892. كما كانت هناك تقارير عن رفض العملة المعدنية الجديدة في آلات البيع ولكن لم تُجرى أي تغييرات على العملة المعدنية. ولم يتغير تصميم العملة المعدنية ذات العشرة سنتات كثيرًا خلال أكثر من سبعين عامًا من إنتاجها وكانت التعديلات الأكثر أهمية هي التغييرات الطفيفة في شعر روزفلت وتحويل علامة دار السك من الخلف إلى الوجه في الستينيات.
في الوقت الذي قاموا فيه بإصدار العملات المعدنية العشرية كانت العلاقات مع الاتحاد السوفييتي تتدهور ورأى البعض أن الأحرف الأولى من اسم سينوك "JS" تشير إلى الدكتاتور السوفييتي جوزيف ستالين والتي وضعها هناك أحد المتعاطفين مع الشيوعية. وبمجرد وصول هذه الشائعات إلى الكونجرس أرسلت دار سك العملة بيانات صحفية تفند هذه الخرافة. ومع نفي دار سك العملة وجدت شائعات في الخمسينيات من القرن العشرين تفيد بوجود صفقة سرية في مؤتمر يالطا لتكريم ستالين على عملة أمريكية. ثم أعيدت الحياة للجدل في عام 1948 مع إصدار نصف دولار فرانكلين الخاص بسينوك بعد وفاته والذي يحمل الأحرف الأولى من اسمه JRS.
مع أن عدد العملات المعدنية التي سكت في فيلادلفيا كان أكبر من تلك التي سكوها في دور سك العملة الأخرى خلال السنوات التي قاموا فيها بسك العملة الفضية إلا أنهم سكوا 12,450,181 عملة فقط هناك في عام 1955 وهو عدد أقل من تلك التي سكت في دار سك العملة في دنفر أو في سان فرانسيسكو. وكان السبب في ذلك هو الركود الاقتصادي وضعف الطلب على العملات المعدنية مما دفع دار سك العملة في سان فرانسيسكو إلى الإعلان في يناير/كانون الثاني عن إغلاقها في نهاية العام. إن العملات المعدنية من فئة العشرة سنتات الصادرة عام 1955 من المنشآت الثلاثة هي الأقل سكًا حسب التاريخ وعلامة السك بين العملات المعدنية المتداولة في السلسلة -لكنها ليست نادرة- حيث قام هواة الجمع بتخزينها في لفات من 50 عملة.
مع قانون سك العملة لعام 1965 تحولت دار سك العملة إلى سك العملات المعدنية المغطاة المصنوعة من طبقة من النحاس والنيكل حول قلب من النحاس الخالص. ولا توجد علامات سك على العملات المعدنية المؤرخة من عام 1965 إلى عام 1967 حيث بذلت دار سك العملة جهود لتثبيط الاكتناز الذي ألقت عليه اللوم في نقص العملات المعدنية الذي سبق قانون عام 1965. كما عدلت دار سك العملة المحور الرئيسي بأسلوب طفيف فقط عندما بدأت في سك العملات المعدنية ولكن بدءًا من عام 1981 أدخلت تغييرات طفيفة أدت إلى خفض نقش العملة بدرجة كبيرة مما أدى إلى مظهر أكثر تسطحًا لصورة روزفلت. وقاموا بذلك حتى تدوم قوالب العملة المعدنية لفترة أطول. ثم استؤنفت علامات سك العملة في عام 1968 في دنفر وللعملات المعدنية التجريبية في سان فرانسيسكو. مع أن منشأة كاليفورنيا التي بدأت في عام 1965 كانت تضرب أحيانًا عملات من فئة العشرة سنتات للتجارة إلا أن تلك العملات لم تكن تحمل علامات دار سك العملة ولا يمكن تمييزها عن تلك التي سكت في فيلادلفيا. عملات الدايم العشرة الوحيدة التي تحمل علامة "S" الخاصة بسان فرانسيسكو منذ عام 1968 كانت عملات تجريبية ومستأنفة لسلسلة سكوها من عام 1946 إلى عام 1964 بدون علامة دار سك العملة في فيلادلفيا. وبدءًا من عام 1992 سكت عملات معدنية فضية من فئة عشرة سنتات تحمل التركيبة التي تعود إلى ما قبل عام 1965 في سان فرانسيسكو لتضمينها في مجموعات الإثبات السنوية التي تحتوي على عملات فضية. ثم ابتداءً من عام 2019 سكوا هذه العملات الفضية من فئة العشرة سنتات من الفضة عيار 999 بدلاً من عيار 900 الذي لم تعد دار سك العملة تستخدمه.
في عام 1980 بدأت دار سك العملة في فيلادلفيا في استخدام علامة "P" على العملات المعدنية من فئة العشرة سنتات. وسكت العملات المعدنية من فئة العشرة سنتات بصفة متقطعة خلال السبعينيات والثمانينيات في دار سك العملة في ويست بوينت في ولاية نيويورك -موطن روزفلت- لتلبية الطلب ولكن لم يحمل أي منها علامة دار سك العملة "W". وقد تغير هذا في عام 1996 عندما سكوا العملة المعدنية من فئة عشرة سنت هناك بمناسبة الذكرى الخمسين لتصميم روزفلت. سك ما يقرب من مليون ونصف المليون من عملات الدايم من فئة 10 سنت من عام 1996 إلى عام 1997 ولم تطرح للتداول ولكن ضمنت في مجموعة دار السك لهذا العام لهواة الجمع. في عام 2015 سكت عملات معدنية فضية من فئة عشرة سنت في ويست بوينت لتضمينها في مجموعة خاصة من العملات المعدنية لمهرجان مارش أوف دايمز بما في ذلك عملة معدنية من فئة عشرة سنتات سكوها في فيلادلفيا ودولار فضي يصور روزفلت ومطور لقاح شلل الأطفال الدكتور جوناس سالك. حيث ظلت عمليات سك العملات مرتفعة بوجه عام حيث سكت مليار عملة معدنية في كل من فيلادلفيا ودينفر في العديد من السنوات التي قاموا فيها بسك العملات.
في عام 2003 اقترح ممثل ولاية إنديانا مارك سودر أن يحل الرئيس السابق رونالد ريغان -الذي كان يحتضر آنذاك بسبب مرض الزهايمر- محل روزفلت فور وفاته مشيراً إلى أن ريغان كان رمز للمحافظين كما كان روزفلت رمز لليبراليين. وأعربت زوجة ريغان -نانسي- عن معارضتها قائلة إنها كانت متأكدة من أن الرئيس السابق لم يكن ليؤيد ذلك أيضًا. فبعد وفاة رونالد ريجان في عام 2004 كان هناك دعم لتغيير التصميم لكن سودر رفض متابعة اقتراحه.
قانون إعادة تصميم العملات المعدنية المتداولة القابلة للتحصيل لعام 2020 ( قانون عام. 116–330 (text) (PDF) ) وقع عليه الرئيس دونالد ترامب في 13 يناير 2021. وينص هذا القانون من بين أمور أخرى على تصميمات خاصة لمدة عام واحد للعملات المعدنية المتداولة في عام 2026 بما في ذلك العملة المعدنية من فئة العشرة سنت بمناسبة الذكرى الخمسينية لتأسيس الولايات المتحدة (الذكرى السنوية الـ 250) مع تصميم يصور امرأة.

## هواية الجمع
وبسبب الأعداد الكبيرة التي ضربوها فإن عدد قليل من عملات الدايم العادية الصادرة عن روزفلت تحظى بقسط غالي كما أن السلسلة لم تحظ باهتمام كبير نسبياً من جانب هواة الجمع. مع أن إصدارات الفضة تظل عملة قانونية ويمكن إزالتها من التداول وجمعها عن طريق البحث عن العملات المعدنية فإن العملات المعدنية المكسوة تشكل غالبية العملات المعدنية ذات العشرة سنتات المتداولة. ومن أبرز هذه العملات العشرة سنت التي ضربت في فيلادلفيا عام 1982 والتي سُكت وأصدروها عن طريق الخطأ دون علامة دار السك "P". وقد تباع هذه العملات بسعر يتراوح بين 50 إلى 75 دولاراً. فنظراً لعدم إصدار أي مجموعات رسمية من العملات المعدنية في عامي 1982 أو 1983 فإنه حتى العملات المعدنية العادية من تلك السنوات من فيلادلفيا أو دنفر التي تكون في حالة ممتازة تحظى بقسط غالي (بينما لا تحظى العملات المعدنية البالية بقسط بارز). كما إن العملات المعدنية من فئة العشرة سنت والتي صدرت عن طريق الخطأ في عام 1970 و1975 و1983 والتي تفتقر إلى علامة "S" هي أكثر تكلفة بكثير. فواحدة من اثنتين فقط معروفتين من عام 1975 قد باعوهما في مزاد عام 2011 مقابل 349600 دولار.

## الاستشهادات
1. 1 2  Yeoman، صفحة 705.
2. 1 2  "Why Is FDR On the Dime? | Passport Health Travel Clinics". www.passporthealthusa.com. مؤرشف من الأصل في 2025-05-26. اطلع عليه بتاريخ 2025-07-03.
3. 1 2  "Roosevelt Dime - PCGS CoinFacts". PCGS (بالإنجليزية الأمريكية). Archived from the original on 2025-04-21. Retrieved 2025-07-03.
4. ↑  "Buy Gold & Silver Bullion Online | Free Shipping". JM Bullion (بالإنجليزية). 20 Aug 2015. Archived from the original on 2025-03-24. Retrieved 2025-07-03.
5. ↑  The Numismatist November 1996، صفحة 1312.
6. 1 2 3  The Numismatist August 2003، صفحة 109.
7. ↑  "A Roosevelt Dime Is Proposed". نيويورك تايمز. 4 مايو 1945. مؤرشف من الأصل (PDF) في 2025-08-12.
8. ↑  The Numismatist June 1945، صفحة 612.
9. ↑  The Numismatist July 1945، صفحة 732.
10. ↑  Vermeule، صفحة 209.
11. ↑  The Numismatist June 1946، صفحة 646.
12. 1 2  Taxay، صفحة 371.
13. ↑  The Numismatist November 1992، صفحة 1538.
14. ↑  Taxay، صفحات v–vi, 371.
15. ↑  Vermeule، صفحات 209–210.
16. ↑  The Numismatist August 2009، صفحة 21.
17. 1 2  Taxay، صفحات 371, 375.
18. ↑  Taxay، صفحة 375.
19. 1 2  The Numismatist March 1946، صفحة 275.
20. 1 2  Breen، صفحة 329.
21. ↑  Vermeule، صفحة 208.
22. ↑  Van Ryzin، صفحات 189–213.
23. ↑  "Marcel Sternberger; Photographer of Portrait for Roosevelt Dime Dead at 57". The New York Times. 27 أكتوبر 1956. مؤرشف من الأصل في 2024-11-29.
24. ↑  Van Ryzin، صفحة 213.
25. 1 2 3 4  LaMarre، Tom (7 مارس 2011). "Roosevelt on the Dime". Coins. مؤرشف من الأصل في 2017-02-04. اطلع عليه بتاريخ 2017-02-04.
26. 1 2 3  The Numismatist March 2016، صفحة 32.
27. ↑  Breen، صفحات 329–330.
28. ↑  Guth & Garrett، صفحة 64.
29. ↑  Breen، صفحة 416.
30. ↑  The Numismatist January 2017، صفحات 51–52.
31. ↑  Breen، صفحة 132.
32. ↑  The Numismatist November 1999، صفحة 1361.
33. ↑  Yeoman، صفحات 707–719.
34. ↑  Yeoman، صفحات 1265–1267.
35. ↑  Gilkes، Paul (22 فبراير 2019). "U.S. Mint replaces 90 percent silver alloy with .999 fine silver". Coin World. مؤرشف من الأصل في 2024-03-05. اطلع عليه بتاريخ 2019-03-23.
36. ↑  Breen، صفحة 332.
37. ↑  The Numismatist March 2016، صفحات 34–35.
38. ↑  Yeoman، صفحات 711–719.
39. ↑  The Numismatist March 2016، صفحات 32–33.
40. ↑  Gilkes، Paul (15 يناير 2021). "Circulating Collectible Coin Redesign Act of 2020 signed by president". Coin World. مؤرشف من الأصل في 2025-06-14. اطلع عليه بتاريخ 2021-01-23.
41. 1 2  "Roosevelt Dime (1946 to Date) Values - PCGS Price Guide". PCGS (بالإنجليزية الأمريكية). Archived from the original on 2024-11-09. Retrieved 2025-07-03.
42. ↑  Yeoman، صفحة 713.